# Johanna av Pfirt
Johanna av Pfirt, död 1351, var regerande grevinna av Pfirt 1324–1351. Hon var hertiginna av Österrike som gift med Albrekt II, hertig av Österrike, 1330–1351. 